# Trening
Trening —  czynność, proces lub metoda uczenia się umiejętności potrzebnych do wykonania określonej pracy lub aktywności, doprowadzania osoby do uzgodnionego standardu biegłości poprzez praktykę (ćwiczenie); przygotowanie mające na celu poprawę sprawności fizycznej lub intelektualnej..
Pierwotnie słowo to pochodziło od łacińskiego trahere oznaczającego "ciągnąć, holować", które zostało przyjęte przez francuskie słowo trainiren a następnie przez trafiło do języka angielskiego jako "trening". Tutaj "trening" był rozumiany tylko w sportach jeździeckich jako trening i trening koni, zwłaszcza do wyścigów konnych.  Współcześnie termin ten jest zwykle kojarzony z treningiem sportowym w życiu codziennym, ale obejmuje również inne dyscypliny niż nauka o treningu, w których "trening" stopniowo rozwinął się w podstawowe pojęcie.
Dale S. Beach definiuje jako "zorganizowaną procedurę, dzięki której ludzie zdobywają wiedzę i/lub umiejętności w określonym celu". Trening odnosi się do działań związanych z nauczaniem i uczeniem się prowadzonych w celu pomocy zdobywaniu i stosowaniu wiedzy, umiejętności, zdolności i postaw potrzebnych w określonej pracy czy aktywności.